# كأس من ذهب (رواية)
كأس من ذهب: حياة السير هنري مورغان، القرصان، مع الإشارة العرضية إلى التاريخ "كأس من ذهب: حياة السير هنري مورغان، القرصان، مع إشارات عرضية إلى التاريخ" (1929) هي أولى روايات لجون شتاينبك، وهي عمل خيالي تاريخي يستند بشكل غير دقيق إلى حياة وموت القرصان الإنجليزي في القرن السابع عشر هنري مورغان . تتمحور الرواية حول هجوم مورغان ونهبه لمدينة بنما (التي تُعد "كأس من ذهب")، والمرأة التي يسعى إليها هناك، لا سانتا روجا أو "القديسة الحمراء"، والتي يُقال إنها أجمل من الشمس.
اعتبارًا من 1 يناير 2025، أصبحت الرواية ضمن الملكية العامة في الولايات المتحدة، لتكون أول رواية من أعمال شتاينبك لم تعد خاضعة لحقوق النشر(1929).

## حبكة
تبدأ الرواية بهنري الشاب في مزرعة ويلزية، يستمع إلى دافيد، عامل مزرعة مسنّ كان قد أصبح قرصانًا ثم عاد ليحكي مغامراته. يروي دافيد لروبرت العجوز (بحضور هنري) قصصه الملونة عن الكاريبي، ثم يغادر في الصباح. تُلهم تلك الحكايات هنري لترك منزله والسعي وراء المجد.
يصبح هنري قائدًا قرصانيًا شهيرًا، له هدفان: الاستيلاء على بنما من الإسبان، وكسب قلب "القديسة الحمراء" (لا سانتا روجا). وعندما ينجح مورغان في احتلال بنما، تكون القديسة الحمراء بانتظاره داخل المدينة. تُؤخذ المدينة بسهولة، لكن القديسة تقاوم بشدة. وبعد أن ينهب مورغان ورفاقه المدينة، يغادرون محمّلين بالثروات، دون أن يحصل على القديسة الحمراء. ينهي مورغان مسيرته كقرصان، ويُمنح لقب فارس من قبل ملك إنجلترا، الذي يُعيّنه مسؤولًا عن تأديب القراصنة الآخرين..

## تفاصيل الإصدار
- 1929، روبرت ماكبرايد وشركاه (الطبعة الأولى) بيعت 1537 نسخة، غلاف من القماش الأصفر
- 1936، كوفيتشي-فريدي (الطبعة الثانية) تجليد قماشي كستنائي (939 نسخة)
- 1938، دار نشر فايكنج
- 1976، كتب البطريق
- 2008، كتب البطريق، مقدمة بقلم سوزان ف. بيجل،(ردمك 978-0143039457)pp